# Sickema State
De Sickema State was een state in het Nederlandse dorp Herbaijum, provincie Friesland. Alleen het poortgebouw en de slotgracht zijn behouden gebleven. Het poortgebouw is als rijksmonument geclassificeerd.

## Geschiedenis
Begin 15e eeuw was Pybe to Herbayum actief in Franekeradeel. Zijn dochter Lisck Sickema liet in 1484 het Sickama goed toe Haerbayem na aan haar kleinkinderen. Een van hen was Doutgen Rinia, getrouwd met Douwe Gerbranda. Het stel ging op Sickema State wonen.
In 1635 was de Sickema State in bezit van jonkheer Andries van Waltinga. Hij liet het huis in 1650 na aan de weduwe Fokel van Waltinga. Zij hertrouwde met Tjeerd van Walta, waardoor het huis de naam Walta State kreeg. Hun zoon Douwe erfde het huis maar woonde zelf elders, waardoor hij het verhuurde aan de familie Goslinga.
Aan de Sickema State was stemrecht verbonden, dat was vastgelegd in het stemkohier. Uit het stemkohier van 1698 blijkt dat Douwe van Walta nog wel juridisch eigenaar was van het huis, maar dat Gratiana van Loo praktisch gezien als huiseigenaresse gold en dus stemrecht had. Aangezien zij een vrouw was, werd dat stemrecht echter door haar echtgenoot Petrus Hendricus Petraeus uitgevoerd.
De Sickema State is daarna kennelijk verkocht, want in 1728 was grietman Sicco van Goslinga de eigenaar. Sicco was hier in 1664 geboren en had dus zijn geboortehuis aangekocht.
Nadat de Sickema State was vererfd naar de Graven van Wassenaer-Obdam, werd het huis nog vóór 1749 afgebroken en door een boerderij vervangen. Deze werd in 1805 weer verkocht. In 1830 was de boerderij in eigendom van Julius Matthijs van Beijma thoe Kingma, grietman van Franekeradeel.

## Beschrijving
De Sickema State zal in de 15e eeuw zijn gebouwd, alhoewel er mogelijk al eerder een huis stond.
Een tekening van Jacobus Stellingwerf uit 1722 toont een onderkelderd gebouw dat bestaat uit twee rechthoekige vleugels die tegen elkaar aan staan. De vleugels zijn twee bouwlagen hoog en hebben elk een eigen zadeldak tussen trap- en tuitgevels. De kruisvensters wijzen op een bouwtijd in de 16e eeuw. De voorzijde met het fronton is het resultaat van een 17e-eeuwse verbouwing.
Van de Sickema State zijn alleen de toegangspoort en de slotgracht behouden. De huidige boerderij dateert uit de 20e eeuw.
De 16e-eeuwse toegangspoort bestaat uit Friese moppen en gele stenen. Waarschijnlijk was de poort oorspronkelijk geheel opgebouwd uit moppen en zijn de gele stenen het resultaat van een 17e-eeuwse verbouwing. Verder beschikte de poort aanvankelijk ook over topgevels.
Ald Slot · Amelandshuis · Klein Botnia · Camminghahuis · Crackstate · Dekemastate · Epemastate · Harsta State · Hemmema State · Heeremahuis · Herema State · Poptaslot · Jongema State · Keimpemastins · De Klinze · Liauckama State · Museum Martena · Papingastins · Princessehof · Schierstins · Sickema State · Stadhouderlijk Hof · Stania State · Waltastins · Uniastate · Ylostins (verdwenen)